# Anatoliy Matviienko
Anatoliy Serhiyovych Matviienko (en ukrainien : Анатолій Сергійович Матвієнко, né le 22 mars 1953 à Berchad (république socialiste soviétique d'Ukraine, URSS) et mort le 22 mai 2020 à Kiev (Ukraine)) est un homme politique ukrainien.
Il est le fondateur de plusieurs partis politiques depuis la chute du mur de Berlin, et a été Premier ministre de la Crimée en 2005.

## Partis politiques
- Secrétaire général de la Société communiste de Lénine d'Ukraine de la jeunesse (en) (1989–1991)
- Leader du Congrès des travailleurs d'Ukraine (en) (1993–1996)
- Leader du Parti démocratique populaire d'Ukraine (en) (1996–1999)
- Leader de la Plateforme républicaine d'Ukraine (en) (1999–2011)